# Азовска тюлка
Азовската тюлка (Clupeonella cultriventris) е вид лъчеперка от семейство Селдови (Clupeidae). Видът не е застрашен от изчезване.

## Разпространение и местообитание
Разпространен е в България, Румъния, Русия, Турция и Украйна.
Обитава крайбрежията на сладководни и полусолени басейни, морета, лагуни и реки. Среща се на дълбочина от 10 до 13 m.

## Описание
На дължина достигат до 14,5 cm.
Продължителността им на живот е около 5 години.